# Tournoi de Chine de rugby à sept
Le Tournoi de Chine de rugby à sept (China sevens) est un tournoi de rugby à sept disputé en Chine (Pékin et Shanghai) depuis 2001 et comptant comme une étape du World Rugby Sevens Series entre 2001 et 2003.

## Historique
Les tournois se déroulent au Chaoyang Sports Centre de Pékin en 2001 et 2014, et au Yuanshen Sports Centre Stadium à Shanghai les autres années. Le tournoi est inscrit comme étape du World Rugby Sevens Series sur trois éditions entre 2001 et 2003 ; l'étape de 2003 étant annulé à cause d'une épidémie de SRAS.

## Palmarès
Étapes du World Rugby Sevens Series
| Année     | Stade                      | Cup              | Cup     | Cup            | Plate      | Bowl      | Shield    |
| Année     | Stade                      | Vainqueur        | Score   | Finaliste      | Vainqueur  | Vainqueur | Vainqueur |
| --------- | -------------------------- | ---------------- | ------- | -------------- | ---------- | --------- | --------- |
| 2000-2001 | Yuanshen Stadium, Shanghai | Australie        | 19 – 12 | Afrique du Sud | Fidji      | Canada    | -         |
| 2001-2002 | Chaoyang Stadium, Pékin    | Nouvelle-Zélande | 41 – 14 | Afrique du Sud | Angleterre | France    | Japon     |
| 2002-2003 | Chaoyang Stadium, Pékin    | Annulé           | Annulé  | Annulé         | Annulé     | Annulé    | Annulé    |

Étapes des Asian Series